# Alessandro Monaco
Alessandro Monaco (San Pietro Vernotico, 4 febbraio 1998) è un ex ciclista su strada italiano Scalatore, professionista dal 2020 al 2024, si è classificato sesto all'Adriatica Ionica Race 2021 e quinto al Grand Prix Alanya 2022.

## Palmarès
- 2015 (Juniores)[1]

Medaglia d'Oro Ss. Annunziata
Gran Premio d'Apertura - Canosa di Puglia
Gran Premio Città di Manoppello
Memorial Giuseppe Pucci - Campionato Regionale Calabria
- 2016 (Juniores)[2]

Medaglia d'Oro Ss. Annunziata
Trofeo Città di Montelupone
Memorial Luciana Cingolani
Trofeo Salvatore Morucci
3ª tappa 3 Giorni Orobica (Adro > Passo Maniva)
Classifica generale 3 Giorni Orobica
Circuito Valle del Liri
- 2023 (Team Technipes #inEmiliaRomagna, due vittorie)

4ª tappa Aziz Shusha (Ganja > Goygol)
Firenze-Viareggio

## Piazzamenti

### Classiche monumento
- Giro di Lombardia

2021: 105º

### Competizioni mondiali
- Campionati del mondo

Innsbruck 2018 - In linea Under-23: 53º